# Adam Gemili
Adam Gemili (* 6. Oktober 1993 in London) ist ein britischer Sprinter.

## Leben
Adam Gemili wurde als Sohn eines Marokkaners und einer Iranerin in London geboren. Ab dem Alter von elf Jahren besuchte Adam Gemili die Dartford Grammar School. Im Anschluss lernte er am Barking and Dagenham College in London, wo er mit dem Ziel später auf eine Universität gehen zu können das BTEC Extended Diploma in Sport absolvierte. Nach den Olympischen Spielen in London 2012 begann er an der University of East London Sport zu studieren.
In seiner Jugend war er Fußballspieler bei den Vereinen FC Chelsea und FC Reading. Als rechter Verteidiger spielte er später bis August 2011 in der Football League Two für Dagenham & Redbridge, ehe er auf Leihbasis zum FC Thurrock wechselte. Er erkannte sein Potenzial als Sprinter und entschloss sich im Januar 2012 die Fußballerkarriere aufzugeben und seine Aufmerksamkeit voll und ganz auf die Sprintstrecken zu legen. Seit dem 1. Juli 2012 spielt er offiziell bei keiner Profi-Fußballmannschaft mehr.

### Karriere als Sprinter
Im Oktober 2011 schloss er sich der Trainingsgruppe von Michael Afilaka beim Olympiastützpunkt Lee Valley im Norden Londons an.
Seinen ersten großen Wettkampf bestritt er gleich bei den Junioren-Europameisterschaften 2011 in Tallinn, wo er mit 10,41 s hinter Jimmy Vicaut die Silbermedaille gewann. Außerdem verhalf er der britischen 4-mal-100-Meter-Staffelmannschaft zur Silbermedaille. Bei den National Junior Athletic League Finals in Derby gewann er über die 200-Meter-Distanz, seine 20,98 s bedeuteten gleichzeitig die schnellste von einem europäischen Junioren gelaufene Zeit des Jahres.
Gemili lief am 2. Juni 2012 bei der Sparkassen-Gala in Regensburg die Qualifikationszeit für die Olympischen Spiele, drei Wochen vor den britischen Olympia-Trials stellte er mit 10,08 s auch eine neue persönliche Bestleistung auf. Seine Zeit war die zweitschnellste jemals von einem britischen Junioren gelaufene, nur Dwain Chambers war 1997 mit 10,06 s schneller gewesen. Aufgrund seiner Leistungen wurde Gemili am 3. Juli als Teil der britischen Staffelmannschaft für Olympia in London nominiert. Am 11. Juli gewann er bei den Juniorenweltmeisterschaften in Barcelona die Goldmedaille über 100 Meter. Mit 10,05 s stellte er nicht nur eine neue Bestleistung, sondern auch einen neuen Rekord für die Junioren-WM auf. Bei den Olympischen Spielen vor heimischer Kulisse qualifizierte er sich mit einem zweiten Platz bei 10,11 s im Vorlauf für das Halbfinale. Dort musste er sich aber trotz 10,06 s der Konkurrenz geschlagen geben und verpasste um nur vier Hundertstelsekunden das Finale. Im Staffelwettbewerb wurde Großbritannien in der ersten Runde disqualifiziert, da die Übergabe zwischen Daniel Talbot und Gemili nicht in der Übergabezone erfolgt war. Am 17. August startete er bei der DN Galan in Stockholm zum ersten Mal bei einem Diamond League Meeting. Mit 10,22 s kam er als Fünfter ins Ziel.
Bei den Weltmeisterschaften 2013 in Moskau steigerte er seine Bestleistung über die 200-Meter-Strecke im Halbfinale auf 19,98 s, womit er der neunte Europäer ist, der unter 20 Sekunden blieb, ehe er im Finale mit 20,08 s Fünfter wurde.
Mit Zeiten nahe der persönlichen Bestleistung startete er in die Saison 2014. 10,07 s und 10,11 s reichten bei den Diamond League Meetings in Rom und Oslo zum dritten Platz. Nach enttäuschenden 20,64 s und einem zweiten Platz über 200 Meter bei den britischen Meisterschaften, verbesserte er seine 100-Meter-Bestzeit in Mannheim auf 10,04 s. Seine erste Teilnahme an den Commonwealth Games, im Juli 2014, führte gleich zu den ersten Medaillen. Über die 100-Meter-Distanz und zusammen mit der Staffel gewann er jeweils Silber. Bei den Europameisterschaften 2014 in Zürich gewann Gemili in 19,98 s die Goldmedaillen über 200 Meter und mit der Staffel.
Am 7. Juni 2015 stellte er in Birmingham eine neue persönliche Bestleistung auf. Mit 9,97 s ist er der hundertste Sprinter, der unter 10 Sekunden laufen konnte. Bei dem Rennen zog er sich einen Muskelfaserriss im Oberschenkel zu, weswegen er seine Teilnahme an den Weltmeisterschaften in Peking absagen musste.
Bei den Europameisterschaften 2016 in Amsterdam siegte er erneut mit der britischen Staffel. Bei den Olympischen Spielen 2016 in Rio de Janeiro verpasste er im 200-Meter-Finale als Vierter nur knapp eine Medaille. Mit der Staffel wurde er Fünfter.
Bei den Weltmeisterschaften 2017 in London gewann Gemili mit der britischen Mannschaft die Goldmedaille im 4-mal-100-Meter-Staffellauf. 2018 gelangte er bei den Commonwealth Games im australischen Gold Coast in das Finale über 100 Meter, trat dort aber wegen einer Verletzung nicht erneut an.
2016 und 2019 wurde Gemili britischer Meister im 200-Meter-Lauf.

## Persönliche Bestleistungen
| Disziplin | Zeit (s) | Wind (m/s) | Ort                                | Datum             |
| --------- | -------- | ---------- | ---------------------------------- | ----------------- |
| 100 m     | 9,97     | +2,0       | Birmingham, Vereinigtes Königreich | 7. Juni 2015      |
| 200 m     | 19,97    | +0,8       | Brüssel, Belgien                   | 9. September 2016 |